# Piteå studentkår
Studentkåren vid Musikhögskolan i Piteå (stundom förkortat StuMP) var en studentkår för studerande på Musikhögskolan i Piteå. När skolan (som blivit en institution under Luleå tekniska universitet) sedermera bytte namn till Institutionen för musik och medier ändrade också studentkåren namn och blev Piteå studentkår. Kåren ägde ett eget kårhus och var medlem i Sveriges Förenade Studentkårer. Studentkåren hade 667 medlemmar i november 2007.
När kårobligatoriet avskaffades i Sverige 2010 upplöstes Piteå studentkår och övergick att vara en sektion, Piteå studentsektion, under Luleå studentkår.